# Ірен Аваалаак'як Тіктаалак
Ірен Аваалаак'як Тіктаалак (Irene Avaalaaqiaq Tiktaalaaq, нар. 1941) — відома інуїтська художниця з Канади. Її роботи відображають особистий досвід, зокрема теми сирітства та інуїтські легенди, які розповідала її бабуся. Вона відзначена за свої малюнки, принти та настінні панно.

### Біографія
Народилася на північному березі озера Тебесджуак поблизу Бейкер-Лейк, Нунавут, Канада. Її виховували дідусь і бабуся після смерті матері. У 1956 році вийшла заміж за Девіда Тіктаалака.

### Творчість
Почала кар'єру в 1969-1970 роках з невеликих різьблень з мильного каменю. Її роботи зберігаються в Національній галереї Канади, Вінніпезькій художній галереї та інших музеях.

### Виставки
Її роботи виставлялися в багатьох музеях, включаючи Художню галерею Онтаріо та Музей антропології Університету Британської Колумбії.

### Відзнаки
У 1999 році отримала почесний докторський ступінь від Університету Гвельфа за внесок у розвиток інуїтського мистецтва. Вона також є членом Королівської канадської академії мистецтв.